# 吉田次郎
吉田 次郎（よしだ じろう、1910年8月26日 - 2007年1月21日）はドイツ文学者、京都大学名誉教授。

## 経歴
1910年（明治43年）京都府生まれ。第三高等学校、1933年京都帝国大学文学部独文専攻卒業、成瀬無極に師事。
白水社科学主義工業社に勤務後、1941年（昭和16年）日本大学講師。兵役を経て、戦後、旧制甲南高等学校教諭。1949年京大教養部助教授、教授、1973年定年退官、関西学院大学文学部教授。1979年退職、龍谷大学、京都薬科大学教授。90歳を超えてドイツ人の能楽研究を翻訳した。2007年、胸部大動脈瘤破裂により96歳で死去。

## 著書
- ドイツ文の構造 / 武田昌一共著、郁文堂出版 1960
- 現代ドイツ文法 / 武田昌一 白水社 1965
- トーマス・マンを読む『ブデンブローク家の人々』を鑑賞するために 松籟社 1988.9
- トーマス・マンを読む「魔の山」について 私家版 2000.1

## 翻訳
- ミヒャエル・コールハースの運命 或る古記録より クライスト 岩波文庫 1941、復刊1900
- 人間の美的教育について フリードリッヒ・シラー 養徳社 1948
- 道徳の系譜 ニイチェ全集 第8巻 創元社 1950
- 白百合を紅薔薇に ゴットフリート・ケラー 白水社 1954
- 日本の仮面 能と狂言 フリードリヒ・ペルツィンスキー 法政大学出版局 2007.5